# Archidamos III
Archidamos III (på grekiska Αρχίδαμος), son till Agesilaos II, var kung av Sparta från 360 f.Kr. till 338 f.Kr.
Medan han fortfarande var en prins var han älskare åt Kleonymos, generalen Sfodrias son. När Sfodrias höll på att dömas till döden i en rättssak vände sig Archidamos till sin far och räddade hans liv, något som ytterligare spädde på spänningarna mellan Aten och Sparta.
Både innan och medan han var kung förde han befäl över de spartanska styrkorna. Archidamos ledde den styrka som skickades för att bistå den spartanska armén efter att den besegrats av thebanerna vid slaget vid Leuktra 371 f.Kr., och förde senare befälet vid strider i Peloponnesos. Han besegrade arkaderna 367 f.Kr. men besegrades i sin tur av dem vid Kromnos år 364 f.Kr. Han visade stort mod när han år 362 f.Kr. försvarade Sparta mot den thebanske fältherren Epaminondas. Under sin tid som kung stödde Archidamos fokerna mot Thebe i det heliga kriget 355-346. År 346 f.Kr. åkte han till Kreta för att bistå staden Lyttos i deras kamp mot Knossos i det som kallas främlingarnas krig, då stater utanför Kreta för första gången intervenerade i ett kretensiskt krig. År 343 f.Kr. bad den spartanska kolonin Tarentum (Taranto) om Spartas hjälp i kriget mot de italiska folken, främst lukanerna. År 342 f.Kr. anlände Archidamos i Italien med en flotta och en armé och slogs mot barbarerna, men han besegrades och dödades 338 f.Kr. framför staden Mandurias murar.